# Брин, Майкл
Майкл Брин (родился 31 июля 1952 года) — британский писатель, консультант и журналист, освещающий Северную и Южную Корею.
Брин пишет авторские колонки для международных и южнокорейских изданий. С 2000 года он ведет колонку для The Korea Times, англоязычной ежедневной газеты в Южной Корее, где комментирует южнокорейское общество, культуру и политические вопросы.

## Карьера
Брин окончил Эдинбургский университет и впервые поселился в Южной Корее в 1982 году, работая корреспондентом The Guardian и Washington Times в Корее. В 1987 году он стал первым некорейским президентом Сеульского клуба иностранных корреспондентов. В 1994 году он стал консультантом по вопросам управления компании Coca-Cola, специализирующимся на Северной Корее. В сферу связей с общественностью он пришел в 1999 году в качестве управляющего директора компании Merit/Burson-Marsteller, где оставался до 2004 года. Брин является основателем и генеральным директором Insight Communications Consultants, сеульской фирмы по связям с общественностью. Брин стал почетным гражданином Сеула в 2001 году.
Бывший последователь и биограф лидера Церкви Объединения Мун Сон Мёна, Брин был описан в статье American Prospect 2005 года как посредник в переговорах 1990-х годов между Муном и северокорейским руководством, закладывая основу для визита сотрудников Вашингтон Таймс в КНДР. Брин также является автором неавторизованной биографии Муна «Sun Myung Moon: The Early Years».

## SAMSUNG против Брина
25 декабря 2009 года Брин написал в газете сатирическую колонку, в которой высмеивал президента Ли Мён Бака, певца Рейна и Samsung. Недовольная намеками Брина на коррупцию Samsung подала гражданские и уголовные иски против него и газеты за клевету. После извинений и после того, как Брин заявил прокурорам на допросе, что колонка была его собственной идеей, газета была исключена из числа ответчиков, но иск против самого Брина остался. Одно южнокорейское СМИ заявило, что вся эта колонка является оскорблением самой страны Южная Корея. Samsung отказалась от гражданского иска после извинений Брина. Уголовное дело было передано в суд, но было прекращено судьей «за отсутствием потерпевшего».

## Избранные публикации
- Sun Myung Moon: The Early Years. Refuge Books, 1999.
- Kim Jong-Il: North Korea's Dear Leader. John Wiley and Sons, 2004. ISBN 978-0-470-82131-2.
- The Koreans: Who They Are, What They Want, Where Their Future Lies. St. Martin's Griffin, 2004.
- The New Koreans: The Story of a Nation. Thomas Dunne Books, 2017. ISBN 978-1250065056ISBN 978-1250065056.

## Внешние ссылки
- Биография в Insight Communications Consultants
- Интервью с Майклом Брином на «Notebook on Cities and Culture»